# Rosa María Martín Aranda
Rosa María Martín Aranda (Toledo; 23 de abril de 1964) es una química española, catedrática en el Departamento de Química Inorgánica y Química Técnica de la Facultad de Ciencias de la Universidad Nacional de Educación a Distancia.

## Biografía
Licenciada en Química Orgánica en 1987 y doctora en Química Inorgánica en 1992 por la Universidad Autónoma de Madrid. Se incorporó a la Universidad Nacional de Educación a Distancia en 1992 y desde 2011 es Catedrática de Química Inorgánica. Su actividad investigadora, centrada en la Química Sostenible y la catálisis, está dedicada al desarrollo de procesos sostenibles para la elaboración de productos de alto valor añadido y al estudio de nuevos métodos de reacción alternativos, poco contaminantes (sonocatálisis, microondas, microrreactores de membrana). Ha publicado más de un centenar de artículos científicos publicados en revistas de impacto internacionales y ocho patentes. En colaboración con su grupo de investigación ha participado en más de una veintena de proyectos de investigación nacionales y europeos, y ha realizado estancias de investigación y docencia en diversas universidades de todo el mundo.

## Premios y reconocimientos
- 2018 Primer Premio UNED-Santander de Divulgación de la Ciencia por el Proyecto “Esto me huele a Ciencia”.[5]
- 2004 Premio de Química Sostenible en el 6th Green Chemistry Conference / 2nd Spanish Meeting on Sustainable Chemistry, Barcelona (España), 8-10 de noviembre de 2004.[1]
- 1996 Premio del Gobierno Japonés para investigadores extranjeros por el proyecto “Application of carbon molecular sieves for Fine Chemistry and Environment” otorgado por el NIRE (National Institute of Resources and Environment).[4]